# Saint-Médard-de-Presque
 Saint-Médard-de-Presque  (en occitano Sant Medard de Presque) es una población y comuna francesa, situada en la región de Mediodía-Pirineos, departamento de Lot, en el distrito de Figeac y cantón de Saint-Céré.

## Demografía
| 194 | 176 | 160 | 148 | 174 | 201 |
| Para los censos de 1962 a 1999 la población legal corresponde a la población sin duplicidades (Fuente: INSEE [Consultar]) |     |     |     |     |     |